# Samsung YP-Q3
Samsung YP-Q3 — портативный мультимедийный проигрыватель от компании Samsung Electronics. Принадлежит к Yepp Q серии. В отличие от предыдущих моделей имеет металлическую торцевую рамку и более сдержанный дизайн, способен воспроизводить видео без конвертации. Кнопки на лицевой панели выполнены аналогично модели YP-Z5. Модель поступила в продажу в 2010 году.
Подсоединяется к компьютеру с помощью кабеля microUSB—USB. Поддерживается MTP или UMS (в зависимости от региона). При подсоединении к компьютеру аккумулятор заряжается.
Как и предыдущие модели, оснащен FM-тюнером и микрофоном. Встроенная система обработки звука DNSe 3.0 теперь называется SoundAlive.

## Поддерживаемые форматы файлов
- Аудио: MP3, WMA, OGG, FLAC
- Видео: WMV, SVI, DivX, XviD
- Изображения: JPG, BMP
- Текст: TXT

## Комплект поставки
- Плеер
- Наушники EH420
- USB-кабель
- Инструкция по эксплуатации